# Agrostis bermudiana
Agrostis bermudiana é uma espécie de gramínea do gênero Agrostis, pertencente à família Poaceae.